# لینیاک
لینیاک (به فرانسوی: Lignac) یک کمون در فرانسه است که در اندر واقع شده‌است. لینیاک ۶۷٫۰۳ کیلومتر مربع مساحت و ۵۷۲ نفر جمعیت دارد و ۱۶۰ متر بالاتر از سطح دریا واقع شده‌است.